# Хугаев, Хетаг Валерьевич
Хетаг Валерьевич Хугаев (род. 21 октября 1997, Северная Осетия, Россия) — российский тяжелоатлет, серебряный призёр чемпионата Европы (2015) в весовой категории до 94 кг.

## Биография
Родился 21 октября 1997 года в Северной Осетии (Россия), по национальности — осетин.

## Спортивная карьера
В 2012 году завоевал серебро на юношеском первенстве мира в весе до 69 кг. В 2013 году завоевал золото на юношеском первенстве мира в весе до 77 кг.
В 2014 году Хетаг стал чемпионом вторых юношеских Олимпийских игр в весе до 85 кг.
В апреле 2015 года Хетаг впервые выступил на взрослом уровне и стал серебряным призёром чемпионата Европы 2015 года в Тбилиси (Грузия).
В июне 2015 года завоевал золото в весе до 94 кг на чемпионате мира по тяжелой атлетике среди юниоров во Вроцлаве (Польша).

## Спортивные достижения
- 2015 год, апрель — серебряный призёр чемпионата Европы 2015 в категории до 94 кг в Тбилиси (Грузия).

## Основные результаты
| Год               | Место проведение  | Вес               | Рывок (кг)        | Рывок (кг)        | Рывок (кг)        | Рывок (кг)        | Толчок (кг)       | Толчок (кг)       | Толчок (кг)       | Толчок (кг)       | Сумма             | Место             |
| Год               | Место проведение  | Вес               | 1                 | 2                 | 3                 | Место             | 1                 | 2                 | 3                 | Место             | Сумма             | Место             |
| Чемпионаты Европы | Чемпионаты Европы | Чемпионаты Европы | Чемпионаты Европы | Чемпионаты Европы | Чемпионаты Европы | Чемпионаты Европы | Чемпионаты Европы | Чемпионаты Европы | Чемпионаты Европы | Чемпионаты Европы | Чемпионаты Европы | Чемпионаты Европы |
| ----------------- | ----------------- | ----------------- | ----------------- | ----------------- | ----------------- | ----------------- | ----------------- | ----------------- | ----------------- | ----------------- | ----------------- | ----------------- |
| 2015              | Тбилиси, Грузия   | 94 kg             |                   |                   | 180               | 2                 |                   |                   | 219               | 2                 | 399               | Серебро           |